# Qrazy Chocolate
Qrazy Chocolate (クレイジーチョコレート) は、日本のお菓子系YouTuberである。

## 菓子生物
動画に登場する、ほとんどが調理すれば食べられる素材でできた不思議な生き物のようなもの。それらのほとんどは、動画の途中で切られ、お菓子として調理される。登場する菓子生物はさまざまで、実在する、または過去に存在した動物を基にしたものもあれば、架空のものもある。

## コラボ
- 2024年2月13日、バンタン卒業修了展にて、専門学校、レコールバンタンとのコラボショップを展開予定。これまでに登場した菓子生物が使用されたお菓子が販売される。

| サブスタブ | この項目は、まだ閲覧者の調べものの参照としては役立たない、書きかけの項目です。この項目を加筆・訂正などしてくださる協力者を求めています。このテンプレートは分野別のサブスタブテンプレートやスタブテンプレート（Wikipedia:分野別のスタブテンプレート参照）に変更することが望まれています。 |